# Куентин Блейк
Куентин Саксби Блейк, CBE (на английски: Quentin Saxby Blake, р. 16 декември 1932 г. в Сидкъп, Кент) е английски илюстратор и автор на детска литература. Добре известен е със съвместната си работа с писателя Роалд Дал.

## Образование
Блейк учи в гимназията „Чизълхърст и Сидкъп“ (Chislehurst and Sidcup Grammar School). Първата му публикувана рисунка излиза в сатиричното списание „Пънч“ („Punch“), когато той е на 16 години. Блейк изучава английска литература в колежа „Даунинг“, Кеймбридж (1953 – 6), получава диплома за преподавател от Лондонския университет и по-късно учи в Училището по изкуства (дн. Колеж по изкуства и дизайн) „Челси“. Получава още една диплома за преподавател от Института по образованието към Лондонския университет, преди да започне работа в Кралския колеж по изкуствата.

## Кариера
Блейк си спечелва репутация на надежден и остроумен илюстратор на над 300 книги за деца. Освен че илюстрира произведения на други автори, вкл. Роалд Дал, Блейк също така пише свои книги. Към 2006 г. той е участвал в написването и/или илюстрирането на 323 книги (от които 35 авторски и 18, написани от Дал). Блейк преподава в Кралския колеж за изкуство в продължение на повече от 20 години и оглавява департамент „Илюстрация“ от 1978 до 1986 г.

## Награди и отличия
Съвместно с писателя Ръсел Хобан, Блейк е удостоен с престижната британска награда „Уитбред“ (Whitbread Award) през 1974 г. за книгата „How Tom Beat Captain Najork and His Hired Sportsmen“.
През 1988 Блейк е обявен за Офицер на Ордена на Британската империя, а през 2005 г. – за Командор на Ордена на Британската империя за своите приноси в детската литература.
През 2002 г. получава награда „Ханс Кристиан Андерсен“ за приноси в илюстрирането на детска литература.
Блейк е удостоен 12 пъти със званието доктор хонорис кауза, в т.ч. от Кеймбриджкия университет през 2005 г.
Сред другите му отличия са:
- Медал „Кейт Грийнауей“ (1980)
- Награда от Международния панаир на книгата в Болоня
- Кавалер на Ордена на изкуствата и литературата (2004)
- Офицер на Ордена на изкуствата и литературата (2007)